# Sahelbabbelaar
De sahelbabbelaar (Turdoides plebejus) is een zangvogel uit de familie Leiothrichidae.

## Kenmerken
De vogel is 22 tot 25 cm lang en weegt 52 tot 80 gram. Het is een middelgrote, grijsbruin gekleurde babbelaar met een zwarte snavel en streepjes op de kruin. De kop, hals en borst zijn grijs met een schubbenpatroon. De buik is grijswit tot licht grijsbruin. Van boven is de vogel muisgrijs, de vleugels en de staart zijn wat donkerder bruin. Het mannetje en het vrouwtje verschillen weinig in verenkleed.

## Verspreiding en leefgebied
Deze soort komt voor van westelijk tot oostelijk Afrika en telt drie ondersoorten:
- T. p. platycirca: van zuidelijk Mauritanië tot westelijk Nigeria.
- T. p. plebejus: van noordoostelijk Nigeria tot westelijk en centraal Soedan.
- T. p. cinerea: van zuidoostelijk Nigeria tot zuidwestelijk Ethiopië en westelijk Kenia.

Het leefgebied bevindt zich in de gordel van savannegebieden, waarbij de vogel leeft in de meer met struiken of bosjes begroeide delen, of in verlaten tuin- en akkerbouwgebieden, maar ook in parken en tuinen met struikgewas of in de buurt van eilandbergen. In Oeganda en Kenya komt de vogel ook voor in berggebieden tussen de 1700 en 2300 m boven de zeespiegel.

## Status
De grootte van de wereldpopulatie is niet gekwantificeerd. De vogel is vrij algemeen en men veronderstelt dat de soort in aantal stabiel is. Om deze redenen staat de sahelbabbelaar als niet bedreigd op de Rode Lijst van de IUCN.